# Kupa (Hungria)
Kupa é um município da Hungria, situado no condado de Borsod-Abaúj-Zemplén. Tem 7,84 km² de área e sua população em 2015 foi estimada em 155 habitantes.